# Hiroyuki Sanada
Hiroyuki Sanada (Japans: 真田 広之; Sanada Hiroyuki, geboortenaam: Hiroyuki Shimosawa (下澤 廣之; Shimosava Hiroyuki) (Shinagawa, 12 oktober 1960) is een Japans acteur.
Sanada maakte zijn filmdebuut in 1967 met de film Rokyoku komori-uta. Op zijn twaalfde begon hij geïnteresseerd te raken in de vechtsport. Hij is afgestudeerd aan de Nihon Universiteit in Tokio. Hij begon zijn carrière met acteren in de Japanse martialartsfilms. Internationale bekendheid kreeg hij vooral met de horrorfilmreeks Ringu, de film The Last Samurai (2003), en de superheldenfilm The Wolverine (2013). Ook speelde hij in het vijfde seizoen van televisieserie Lost. Sanada speelde tussen 1999-2000 bij de Royal Shakespeare Company in King Lear en ontving hiervoor in 2002 de Orde van het Britse Rijk (MBE).

## Theater
| Jaar | Titel                     | Rol          |
| ---- | ------------------------- | ------------ |
| 1981 | Yagyu Jubei Makai Tensho  | Kirimaru Iga |
| 1984 | Yukai na Kaizoku Daiboken |              |
| 1985 | Tenshu Story              |              |
| 1986 | Stuntman Story            |              |
| 1986 | Romeo and Juliet          |              |
| 1987 | Little Shop of Horrors    |              |
| 1988 | Big River                 |              |
| 1989 | Broadway Bound            |              |
| 1993 | Moonlit Club              |              |
| 1994 | Paper Moon                |              |
| 1998 | Hamlet                    |              |
| 1999 | King Lear                 |              |
| 2000 | Okepi!                    |              |

## Prijzen
| Jaar | Prijs                    | Categorie               | Voor de film(s)                                           |
| ---- | ------------------------ | ----------------------- | --------------------------------------------------------- |
| 1982 | Japans Academy Prize     | Nieuwkomer van het jaar | Makai tenshô Hoero tekken Bôkensha kamikaze               |
| 2003 | Japans Academy Prize     | Beste acteur            | Tasogare Seibei                                           |
| 1994 | Blue Ribbon Award        | Beste acteur            | Bokura wa minna ikiteiru                                  |
| 1996 | Blue Ribbon Award        | Beste acteur            | Sharaku East Meets West Kinkyu yobidashi - Emäjenshi kôru |
| 2006 | Blue Ribbon Award        | Beste acteur            | Bökoku no ïjisu                                           |
| 2003 | Mainichi Film Concours   | Beste acteur            | Tasogare Seibei Skedachi-ya Sukeroku                      |
| 1988 | Nikkan Sports Film Award | Beste mannelijke bijrol | Kaitö Rudy                                                |
| 1995 | Nikkan Sports Film Award | Beste acteur            | Sharaku East Meets West Kinkyu yobidashi - Emäjenshï köru |
| 2002 | Nikkan Sports Film Award | Beste acteur            | Tasogare Seibei                                           |